# Przeszkoda (województwo lubuskie)
Przeszkoda – osada w Polsce, w województwie lubuskim, w powiecie zielonogórskim, w gminie Kargowa.
Do 2023 miejscowość była osadą leśną wsi Wojnowo.
W latach 1975–1998 osada należała administracyjnie do województwa zielonogórskiego.